# 法提赫·西巴加图林
法提赫·绍巴诺维奇·西巴加图林（羅馬化：Fatikh Saubanovich Sibagatullin；1950年5月1日—2022年6月24日）是一位俄罗斯政治人物，统一俄罗斯党成员。他于2007年至2021年在国家杜马任职。
西巴加图林于2022年6月24日在莫斯科去世，享年72岁。